# Matthew Glave
Matthew Glave (Saginaw (Michigan), 19 augustus 1963) is een Amerikaans acteur.

## Biografie
Glave studeerde af aan de Ohio University in Athens (Ohio). 
Glave is getrouwd en heeft hieruit twee dochters. 

## Filmografie

### Films
Selectie:
- 2020 The Way Back - als coach Lombardo
- 2020 Uncorked - als Raylan
- 2018 First Man - als Chuck Yeager
- 2012 Argo – als kolonel Charles W. Scott
- 2011 The Suite Life Movie – als Dr. Olsen
- 2008 Get Smart – als geheim agent Driver
- 1998 The Wedding Singer – als Glenn Guglia

### Televisieseries
Selectie:
- 2019-2024 The Rookie - als Oscar Hutchinson - 11 afl.
- 2016-2022 Better Things - als Xander - 11 afl.
- 2021 Rebel - als Tommy Flynn - 5 afl.
- 2016-2018 Angie Tribeca - als burgemeester Joe Perry - 12 afl.
- 2015-2017 Girlfriends' Guide to Divorce - als Gordon Beech - 16 afl.
- 2014 Growing Up Fisher - als schoolhoofd Sloan - 6 afl.
- 2012-2013 Shake It Up – als J.J. Jones – 2 afl.
- 2011-2012 Revenge – als Bill Harmon – 2 afl.
- 2011 Desperate Housewives – als rechercheur Foster – 2 afl.
- 2009 Nip/Tuck – als Jerry – 2 afl.
- 2008-2009 Army Wives – als luitenant kolonel Evan Connors – 13 afl.
- 2006 Stargate SG-1 – als kolonel Paul Emerson – 6 afl.
- 2005 Life on a Stick – als Rick Lackerson – 13 afl.
- 1996-2002 ER – als dr. Dale Edson – 15 afl.
- 2000 Charmed – als dr. Curtis Williamson – 2 afl.
- 1998 NYPD Blue – als Jason – 2 afl.
- 1995-1996 Picket Fences – als hulpsheriff Bud Skeeter – 7 afl.
- 1995 JAG – als luitenant Jack Carter – 2 afl.
- 1994 Diagnosis Murder – als Roger Valin – 2 afl.

- International Standard Name Identifier: 0000 0000 3847 0033
- Library of Congress Control Number: no00096404
- Virtual International Authority File: 43851892
- WorldCat: E39PBJdrGKrMMcPMyvdy8Frwmd